# Los Tilos (Málaga)
Los Tilos (134) es uno de los barrios en los que se divide administrativamente la ciudad de Málaga, España que pertenece al distrito Cruz de Humilladero. Geográficamente se encuentra situado en un terreno llano, dentro de la vega baja del Guadalhorce, en la zona oriental y residencial del distrito. El barrio toma su nombre de su eje viario principal, el paseo de los Tilos que atraviesa el barrio en dirección este - oeste y lo divide en dos mitades, una al sur y otra más amplia al norte. Por estar situado  también en el paseo de los Tilos, la estación de autobuses de Málaga, a pesar de que según el ayuntamiento forma parte del "sector especial" de R.E.N.F.E. (142), es considerada comúnmente como parte del barrio de Los Tilos. El barrio, presenta junto a otros barrios colindantes como Cruz del Humilladero y La Unión un alto grado de población inmigrante, especialmente de religión musulmana. Según  la delimitación oficial del ayuntamiento, limita con el barrio de El Perchel, y con el barrio de Cruz del Humilladero; excepto por el sur, dónde cuyo límites del barrio lo forman las vías del ferrocarril que loseparan de la carretera de Cádiz.
El barrio se asienta sobre al antiguo "Camino de Coín", que posteriormente se transformó en el Camino de San Rafael. El nombre de paseo de los Tilos, paseo que da nombre al barrio, se originó tiempo después, con la construcción de las primeras viviendas. El barrio se levantó en la década de 1870 y los primeros habitantes de Los Tilos fueron trabajadores que trabajaban en la desaparecida fábrica textil situada en el vecino barrio de La Aurora. La promotora del barrio fue Pilar Aguirre de Orueta, cuyo marido era el dueño de una fábrica en el cercano barrio de El Perchel y socio del célebre empresario Manuel Agustín Heredia. Con el paso de los años el barrio ha experimentado multitud de transformaciones urbanísticas. 
Los Tilos cuenta con una superficie de 0,0829 km² y y según datos del ayuntamiento de Málaga, cuenta con una población aproximada a los 4270 habitantes. Los Tilos está comunicado al resto de la ciudad mediante la red de autobuses urbanos de la EMT Málaga y mediante el metro de Málaga con la estación de «El Perchel», la cual cuenta con una boca de acceso muy cercana a los límites administrativos del barrio (en calle Roger de Flor, junto a la estación de autobuses). 

## Etimología
El barrio toma el nombre de su vía principal: el paseo de los Tilos, el cual a su vez se llama así por la presencia de árboles tilos cuando se construyeron las primeras casas. Anteriormente el paseo era conocido como Camino de San Rafael, que es como aún sigue llamándose su prolongación.  

## Historia
El barrio de Los Tilos es uno de los barrios más antiguos de Cruz de Humilladero. Su nombre se deriva de la abundancia de tilos en la zona. Surgió en la década de 1870 como barrio obrero para acoger a los trabajadores y obreros que trabajaban en las fábricas industriales de Málaga. Fue levantado por Pilar Aguirre de Orueta, cuyo marido era el dueño de una fábrica en el cercano barrio de El Perchel y socio del célebre empresario Manuel Agustín Heredia. Orueta, también había sido promotora anteriormente del barrio de La Pelusa, que había sido construido para albergar a los trabajadores de la primera fábrica de gas que hubo en Málaga. Los Tilos estaba formado por las calles San Salvador, Pasaje de Rivas y Cameros, esta última en recuerdo de la comarca de Logroño de donde procedían los Heredia y los Gálvez. Con el paso del tiempo el barrio entró en un declive social, de abandono y deterioro urbanístico que llevó al Ayuntamiento de Málaga a echarlo abajo. 
De Los Tilos antiguo, tan solo quedan un par de casas, aunque todavía persisten algunas más construidas posteriormente y que desentonan con el resto del paisaje urbano claramente dominado por altos bloques de viviendas. En los años 1970, se construyó en el barrio la estación de autobuses de Málaga.

## Ubicación geográfica
Los Tilos se encuentra situado geográficamente en un terreno totalmente llano, dentro de la vega baja del Guadalhorce. Se sitúa en la zona suroriental del distrito, en la parte residencial de Cruz de Humilladero. Los límites de otros distritos se encuentran muy cercanos al barrio. En la antigua división administrativa del ayuntamiento, anterior al 2011, Los Tilos limitaba directamente con el distrito Centro. Delimita con los barrios de Polígono Alameda, La Aurora, La Unión y Cruz del Humilladero. 
| Noroeste: Polígono Alameda  | Norte: Polígono Alameda | Nordeste: Polígono Alameda |
| Oeste: Cruz del Humilladero |                         | Este: La Aurora            |
| Suroeste: La Unión          | Sur: La Unión           | Sureste: R.E.N.F.E.        |

### Límites
Los Tilos está delimitado al norte por las calles Babel y Encio, al este por calle Mauricio Moro Pareto; al sur por calle Eguiluz y por el paseo de Los Tilos; y al oeste por calle Merlo y calle Antonio Luis Carrión.

## Demografía
El barrio contaba en 2020 con una población total de 4270 habitantes.

## Urbanismo
La mayor parte del barrio y en contraste con otras zonas cercanas de Cruz de Humilladero, está compuesto por pequeñas casitas adosadas construidas en el siglo XIX para alojar obreros de las fábricas. Los Tilos fue junto a Huelin uno de los primeros barrios obreros propiamente dichos de la ciudad de Málaga. 

En Los Tilos se encuentra también la Oficina de Extranjería de Málaga. 

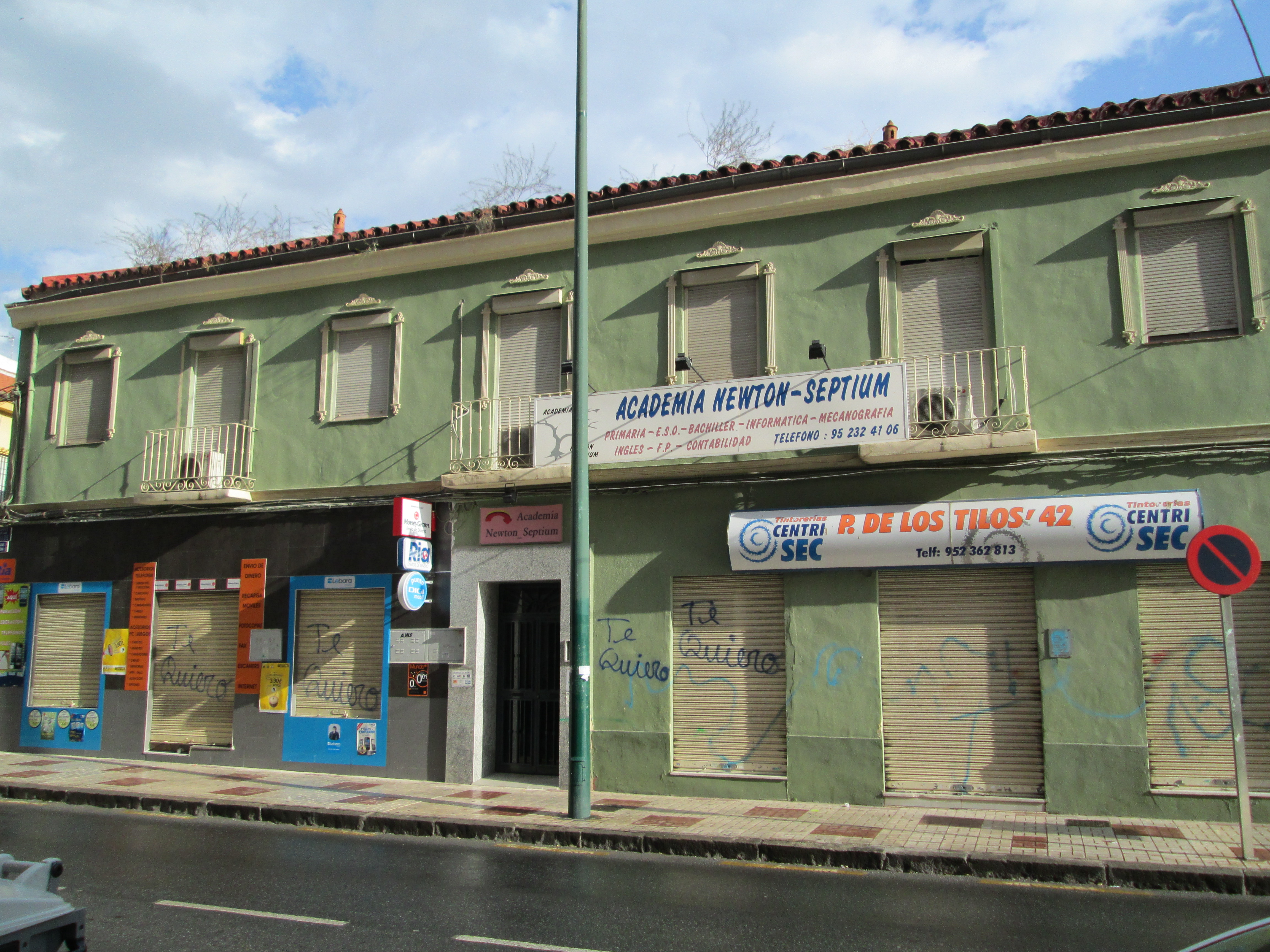
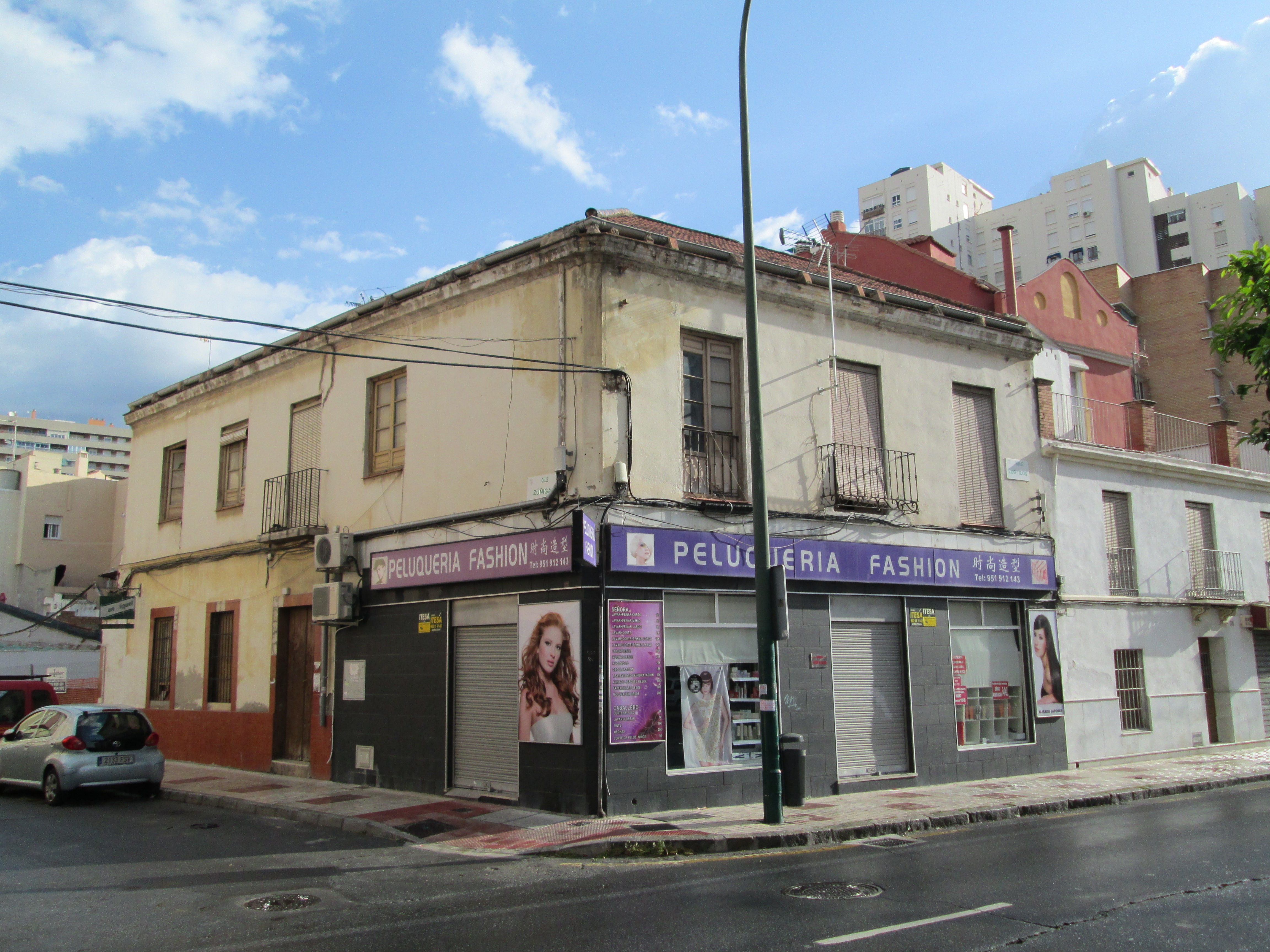
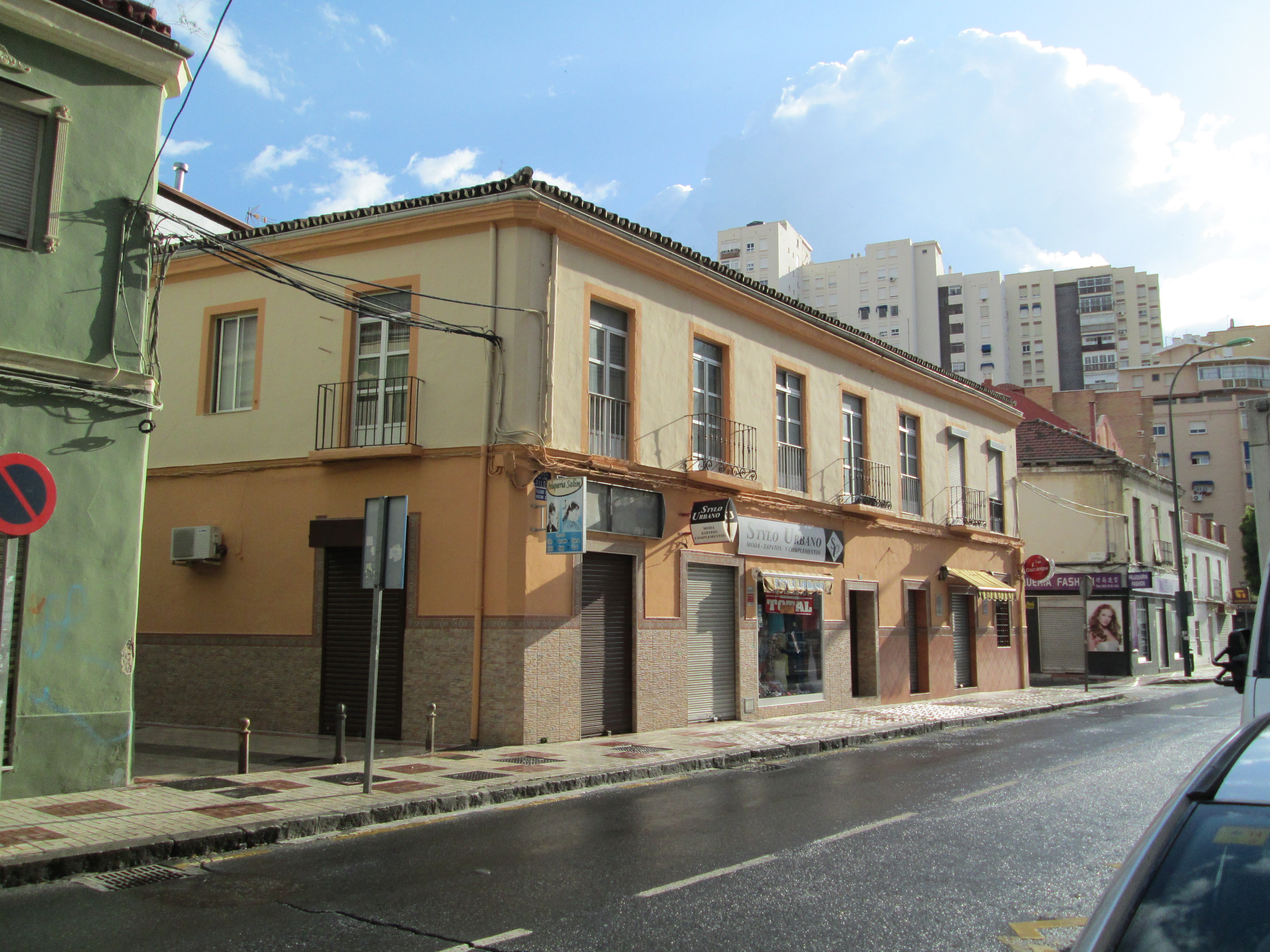
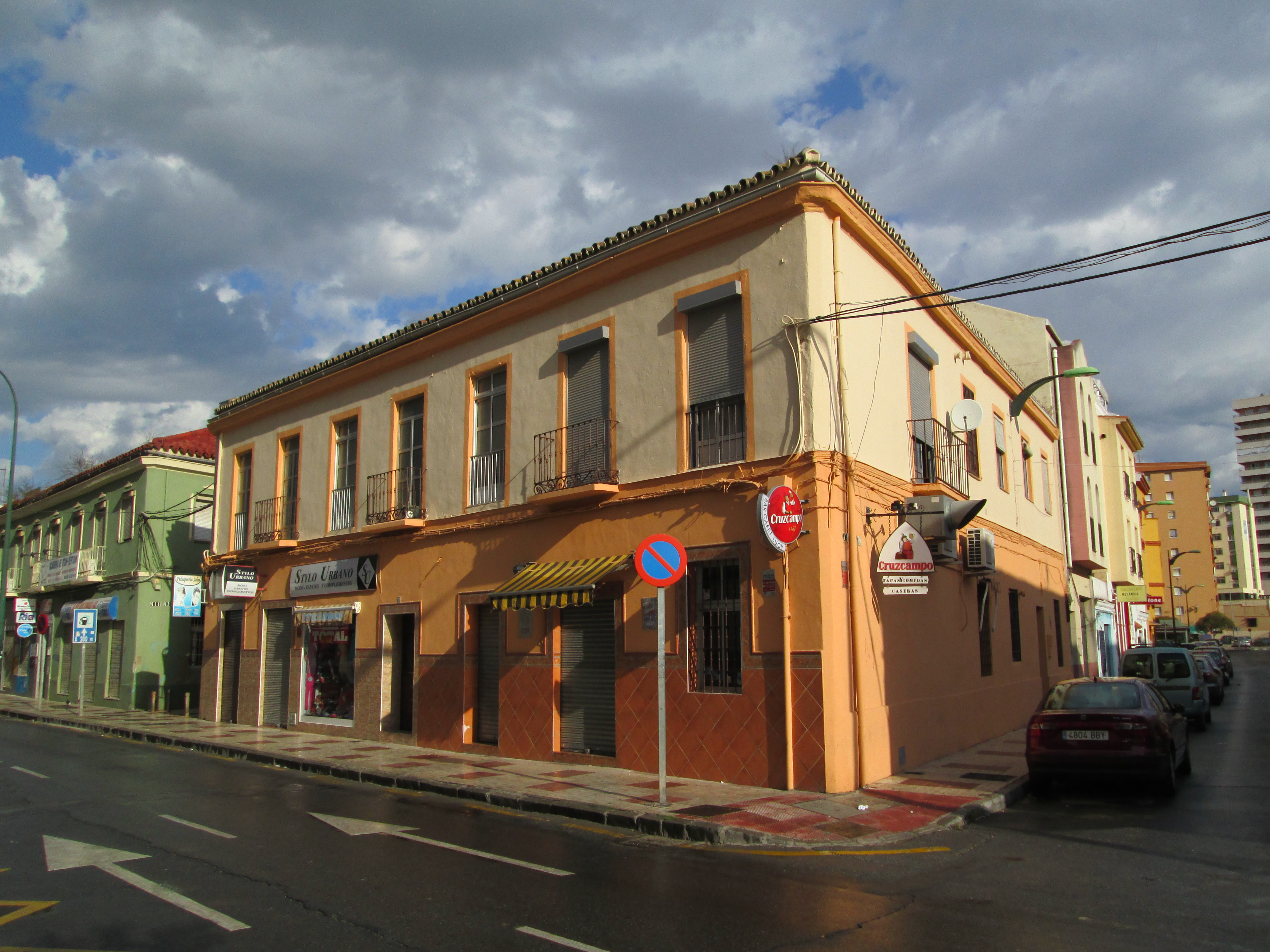

## Callejero
A diferencia de otros barrios y barriadas de Málaga, el callejero de Los Tilos no sigue ninguna temática, sus principales vías son tres: el paseo de los Tilos, calle La Unión y calle Gerona, estas tres calles atraviesan el barrio en dirección este - oeste y soportan un gran volumen de tráfico, especialmente el paseo de los Tilos, ya que comunica el centro de Málaga con zonas densamente pobladas de Cruz de Humilladero. Las calles, avenidas y demás vías urbanas del barrio son:
- Avenida de las Américas
- Calle Antonio Gómez Téllez
- Calle Antonio Luis Carrión
- Calle Asalto
- Calle Babel
- Calle Calderón y Cubero
- Calle Calatrava
- Pasaje Dolores Cerezo
- Calle Edison
- Calle Eguiliz
- Calle Encio
- Calle Genezaret
- Calle Gerona
- Calle Grilo
- Calle La Unión
- Paseo de Los Tilos
- Calle Lucientes
- Calle Maestro Lecuona
- Calle Manuela Nogales
- Pasaje Manuela Nogales
- Calle Merlo
- Calle Miraflores
- Calle Pozo
- Calle Rambla
- Calle San Luis
- Calle Santa Teresa
- Calle Zúñiga

## Lugares de interés

### Estación de autobuses
La estación de autobuses de Málaga, por estar situado en las proximidades del barrio y en el paseo del mismo nombre, suele ser considerada como parte de Los Tilos. La estación fue construida en 1985 por el Ayuntamiento de Málaga siguiendo un modelo posmoderno del arquitecto José Seguí. La estación de autobuses es la terminal de autobuses de referencia de la provincia de Málaga y además viajes de largo recorrido o metropolitanos, permite la conexión con los autobuses urbanos de la EMT y con la red de Metro de Málaga. 

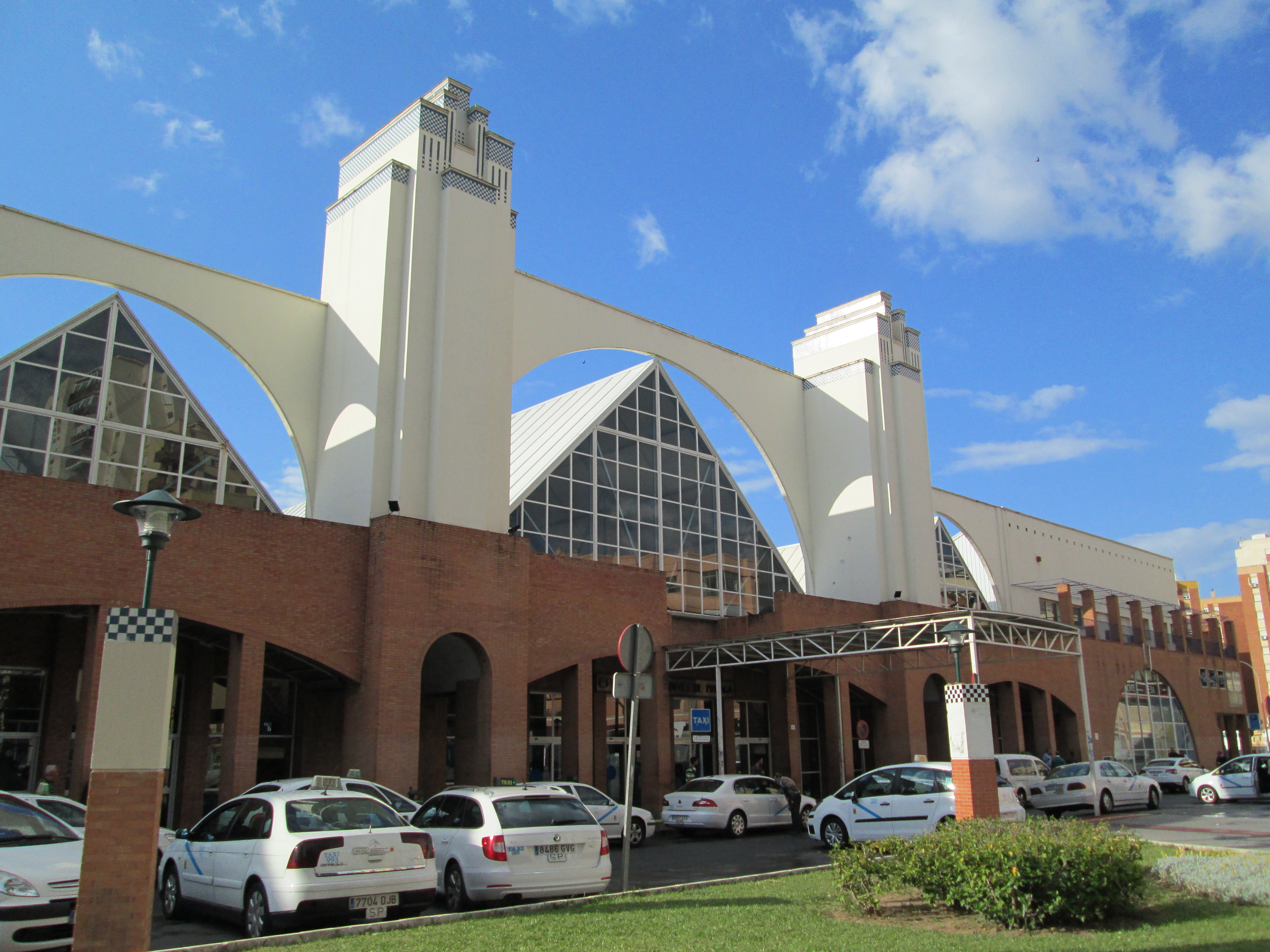
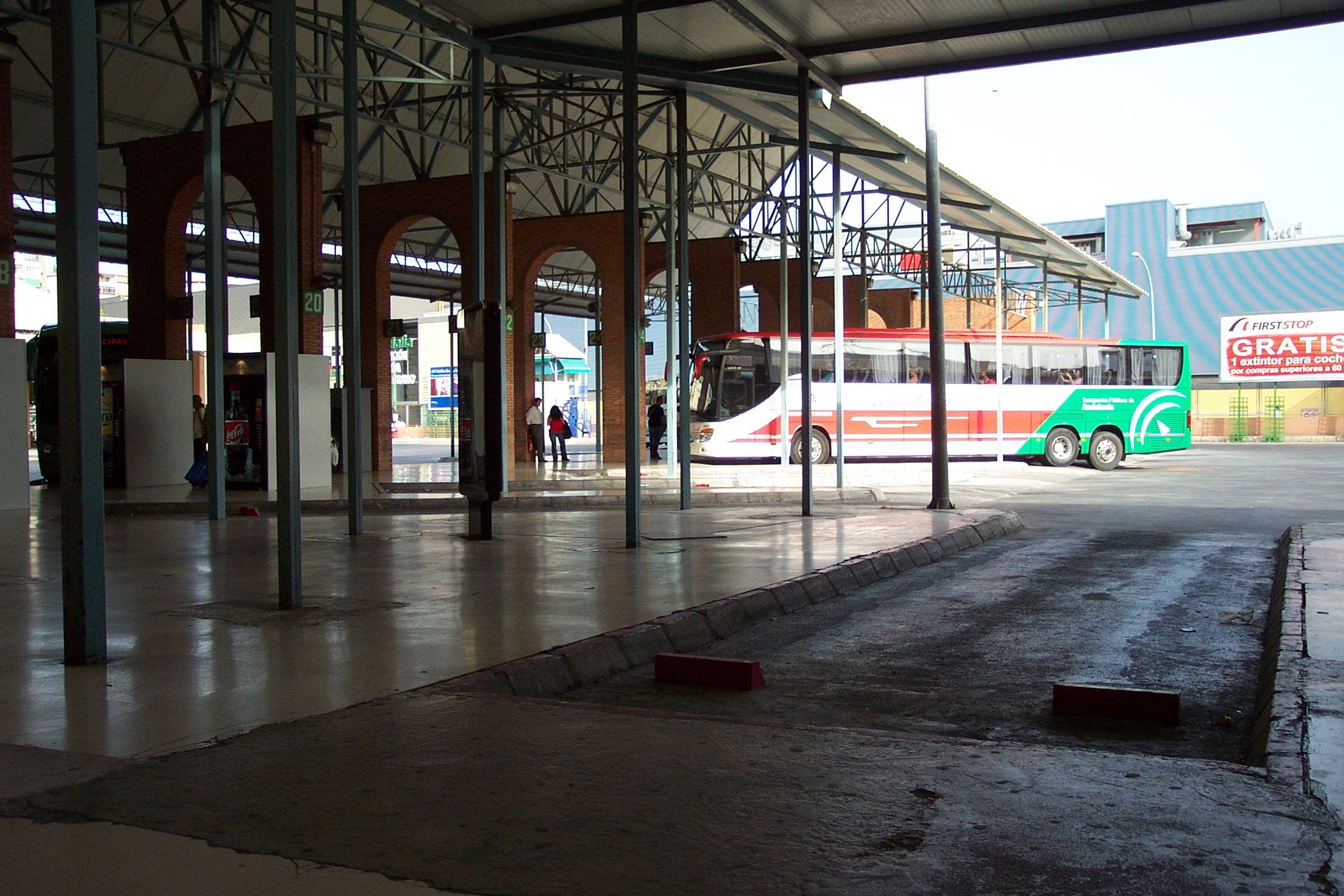
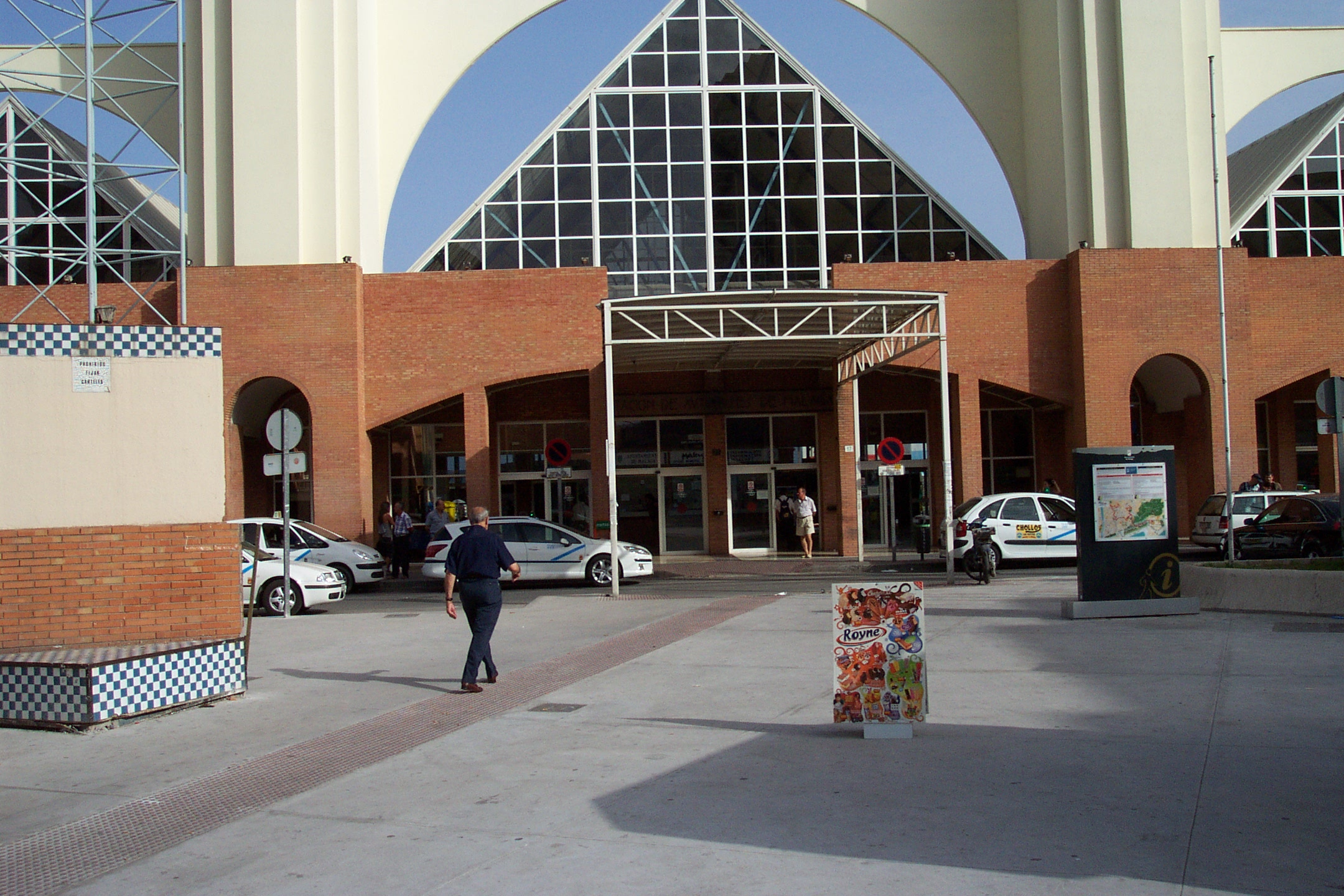
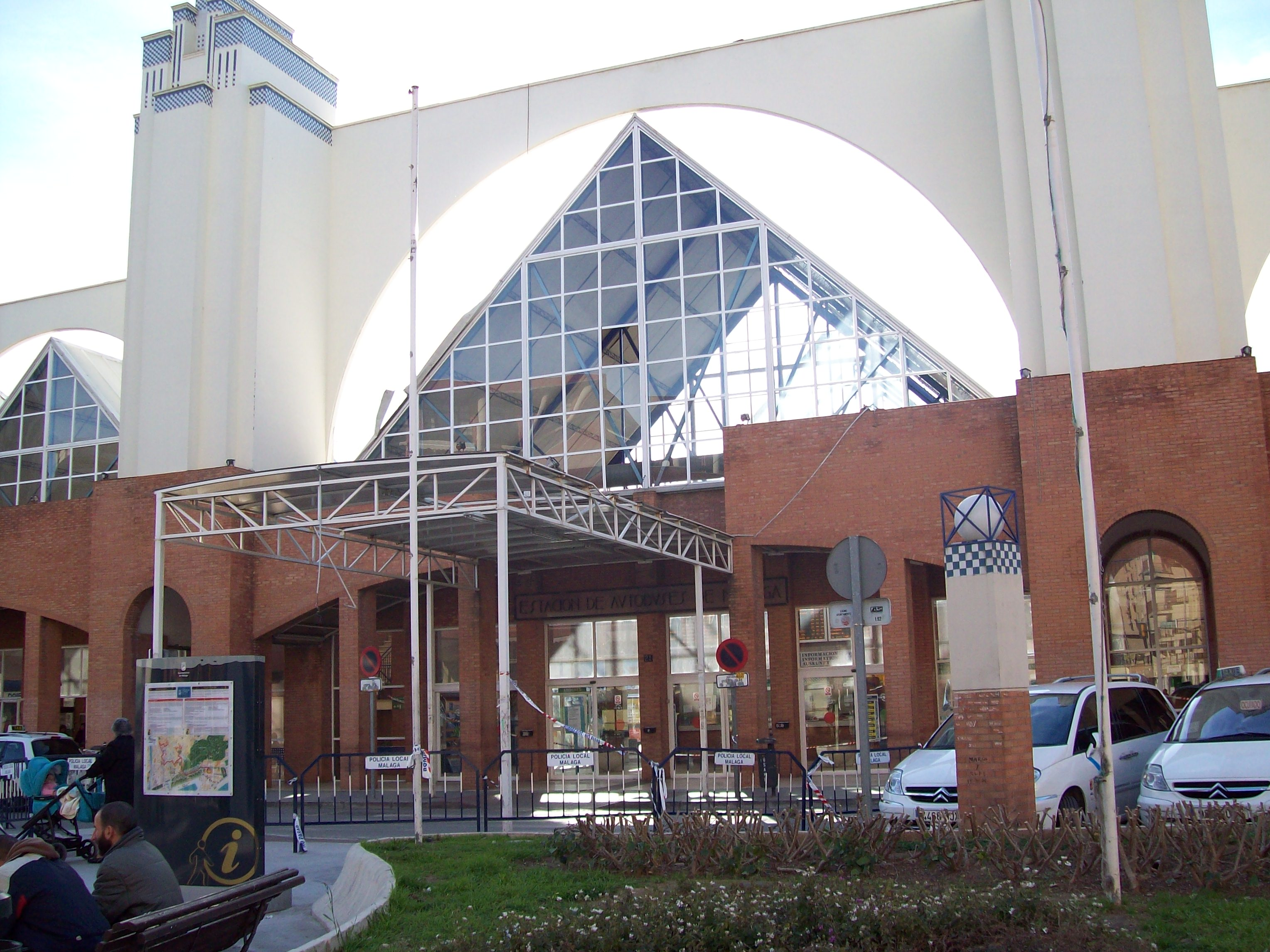

### Biblioteca Manuel Altolaguirre

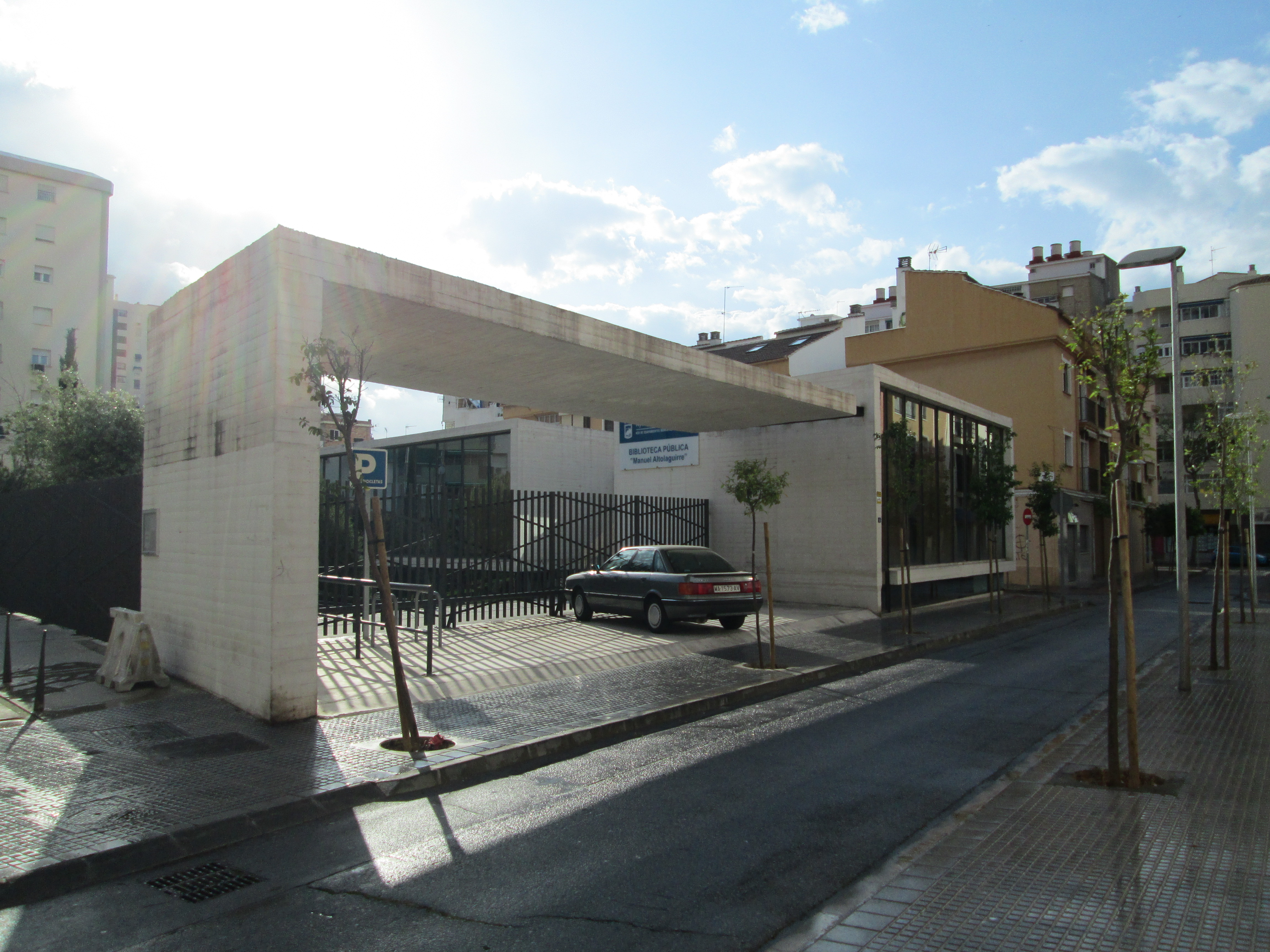
Biblioteca Manuel Atolaguirre.

La biblioteca Manuel Altolaguirre es la biblioteca municipal del distrito de Cruz de Humilladero. Está situada en calle Calatrava. 

## Infraestructura

### Centros educativos
Enseñanza primaria:
Ningún centro educativo de enseñanza primaria se encuentra situado en los límites del barrio, los más cercanos son:
- CEIP "Doctor Fleming"
- CEIP "Hans Christian Aderssen"

Enseñanza secundaria:
Ningún centro educativo de enseñanza secundaria se encuentra situado en los límites del barrio, los más cercanos son:
- IES Juan Ramón Jiménez

### Centros de salud
Ningún centro de salud se encuentra situado en los límites del barrio, los más cercanos son:
- Centro de salud Cruz de Humilladero"
- Centro de salud Carranque

## Transporte

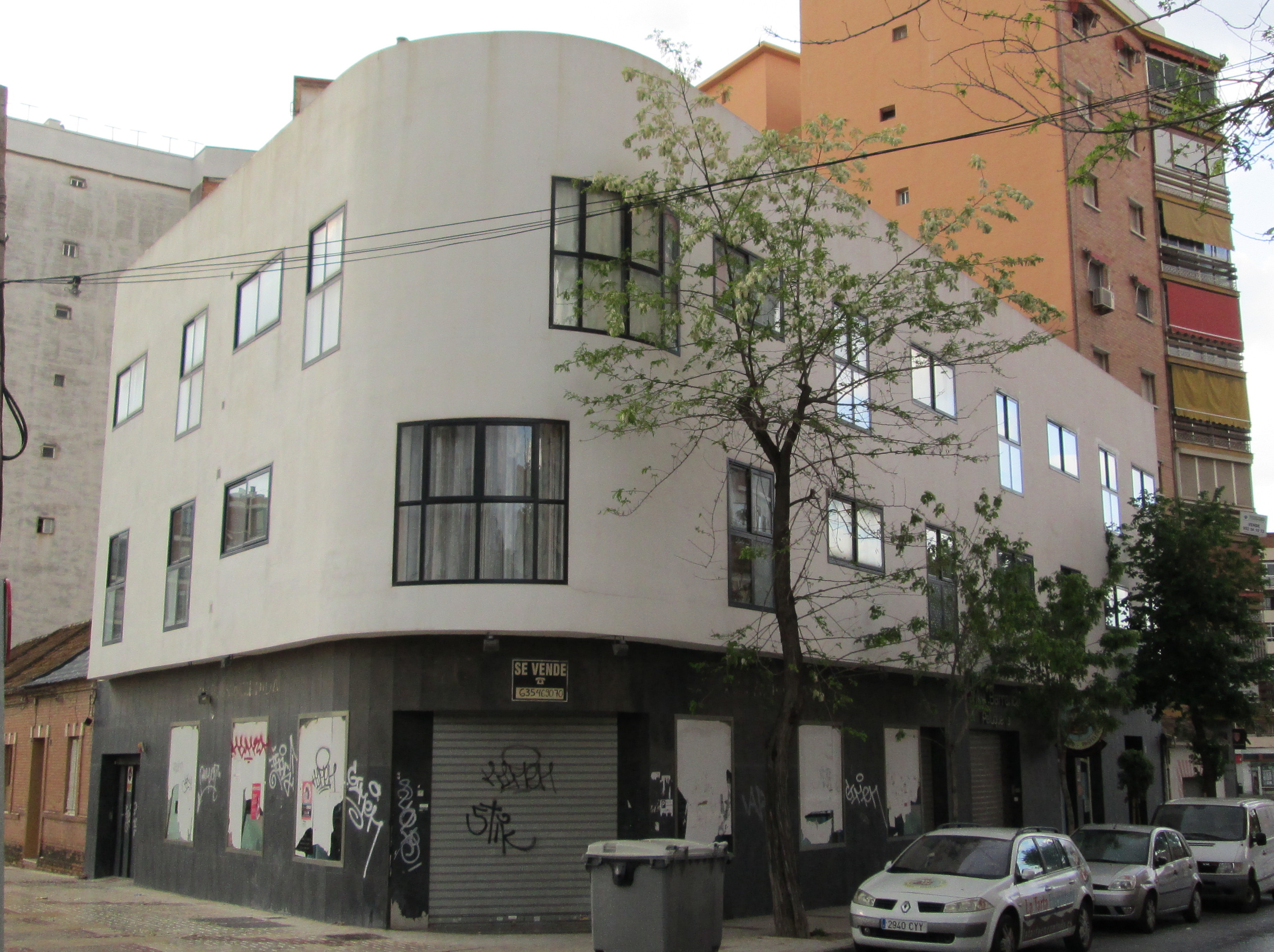
Calle Horacio Lengo

### Autobús urbano
En autobús queda conectado mediante las siguientes líneas de la EMT: 
| Línea | Trayecto                                             | Recorrido | Frecuencia    |
| ----- | ---------------------------------------------------- | --------- | ------------- |
| C1    | Circular 1                                           | Recorrido | 12 minutos    |
| C2    | Circular 2                                           | Recorrido | 11-12 minutos |
| 4     | Paseo del Parque - Cortijo Alto (Ciudad de Justicia) | Recorrido | 11-12 minutos |
| 14    | Paseo de la Farola - Teatinos                        | Recorrido | 11 minutos    |
| 19    | Paseo del Parque - Campanillas                       |           |               |
| 20    | Alegría de la Huerta - Los Prados                    | Recorrido | 15 minutos    |
| A     | Paseo del Parque - Aeropuerto                        | Recorrido | 30-35 minutos |

### Metro de Málaga
En metro queda conectado mediante la estación de El Perchel de Metro Málaga:
| Línea | Cabeceras               | Cabeceras      | Plano |
| ----- | ----------------------- | -------------- | ----- |
|       | Andalucía Tech          | Atarazanas     | Plano |
|       | Palacio de los Deportes | Hospital Civil | Plano |